# Lista över Ingmar Bergmans böcker
Följande böcker finns utgivna av Ingmar Bergman.
| Titel                  | Utgivningsår | Kommentar                                  | ISBN-nummer            |
| ---------------------- | ------------ | ------------------------------------------ | ---------------------- |
| Jack hos skådespelarna | 1946         | Bergmans första publicerade drama          | --                     |
| Moraliteter            | 1948         | Pjässamling utgiven av Bonniers            | --                     |
| Laterna Magica         | 1987         | Ingmar Bergmans första självbiografi       | ISBN 978-91-1-301838-6 |
| Bilder                 | 1990         | Ingmar Bergmans andra självbiografi        | ISBN 978-91-1-301865-2 |
| Den goda viljan        | 1991         | Självbiografisk                            | ISBN 978-91-1-301854-6 |
| Söndagsbarn            | 1993         | Självbiografisk                            | ISBN 978-91-1-301846-1 |
| Enskilda samtal        | 1996         | Självbiografisk. Filmad av Liv Ullman 1996 | ISBN 978-91-1-301853-9 |
| Föreställningar        | 2000         |                                            | ISBN 91-1-300847-1     |
| Tre dagböcker          | 2004         | tillsammans med Maria von Rosen            | ISBN 91-1-301396-3     |